# Wreath Valley
Das Wreath Valley (englisch für Kranztal) ist ein eisfreies Hochtal im ostantarktischen Viktorialand. Es liegt zwischen der Lazzara Ledge und dem Conway Peak in den Apocalypse Peaks. Es ist das westlichste einer Gruppe von vier Hochtälern; die anderen sind das Albert Valley, das Papitashvili Valley und das Hernandez Valley.
Das Advisory Committee on Antarctic Names benannte es 2005 nach einer Felsformation am Kopfende des Tals, die aus der Entfernung an einen Kranz erinnert.